# دايموند مالتي ميديا
دايموند مالتي ميديا (بالإنجليزية: Diamond Multimedia)‏ وهي شركة كانت متخصصة في أنواع كثيرة من تنولوجيا الوسائط المتعددة. وكانت تصنع بطاقات العرض المرئي ولوحات أم ومودم وبطاقات صوت ومشغلات سمعية رقمية ولكنها بدأت في الأول بصنع بطاقات تراك ستار (TrackStar) لأجهزة أبل 2. وهي كانت من أهم شركات تصنيع بطاقات عرض مرئي للرسوميات ثنائية الأبعاد وثلاثية الأبعاد في التسعينات وأول عقد 2000.
وأنشئت الشركة على يد تشونغ مو لي (Chong Moon Lee) وأتش أتش هوه (H. H. Huh), وثم إندمجة هذه الشركة مع شركة أس ثري جرافكس عام 1999 بعد شراكة بينهما كانت طويلة. وتمت هذه الخطوة بسبب رغبة شركة أس ثري من توسيع نطاقها من تصنيع رقاقة معالجة الرسوميات إلى تصنيع بطاقات العرض المرئي. وهذه الخطوة شبيهة لدمج شركة ثري دي إف إكس مع شركة أس تي بي تكنولوجيز (STB Technologies). وإن الدمج تُأمل منه أن يوسع قدرة الشركتين عن طريق دمج موارد الشركتين. ولكن هذا الدمج لم يجر كما كان متوقعا, فكانت بطاقة أس ثري سافج (S3 Savage) التي كانت منتظرة كثيرا فاشلة, وإنهار سوق بطاقات الصوتيات ثلاثية الأبعاد بعد إفلاس شركة أوريل سمي كونداكتورز (Aureal Semiconductor).
وكل هذا الفشل أدى إلى تغير مسار هذا الدمج بالخروج من سوق تصنيع البطاقات الإضافية. وحولت الشركتين اسمهما إلى سونيك بلو (SONICblue) وتخصصة في تصنيع الإلكترونيات الاستهلاكية. وأعيد تفعيل شركة دايمند مالتي ميدية عام 2003 بعدما اشترت شركة بست داتا (Best Data) علامتها التجارسة ومدخراتها, وبذالك أعادة الشركة إنتاج الإبطاقات الإضافية.